# Koljane
Koljane falu Horvátországban Split-Dalmácia megyében. Közigazgatásilag Vrlikához tartozik.

## Fekvése
Splittől légvonalban 41, közúton 62 km-re északra, községközpontjától légvonalban 9, közúton 16 km-re délkeletre, a Dinári-hegység és a Peruča-tó között fekszik. Településrészei Bračev Dolac, Brdo Koljansko, Bukov Dolac, Dragović, Gornje Koljane, Klenovci, Ograde, Podgradina, Pometenik, Privija, Rastoka, Vukov Dolac és Vukovića Most.

## Története
Koljane területén már a római korban éltek emberek. Ezt igazolják az itt előkerült leletek. Római kori feliratos köveket találtak a gornje koljanei Crkvinán, valamint a Klanac nevű helyen Jovan Denić szőlőhegyi birtokán. A horvátok a 7. században érkeztek erre a vidékre. A crkvinai háromhajós templomot már ők építették a 9. században. A templom körül a középkorban is igen jómódú település állt. Ezt jelzik az itt feltárt, rendkívül gazdag mellékletekkel rendelkező sírok. A település feltehetően a 15. század végén és a 16. század elején őt ért sorozatos török támadásokban pusztult el. Területe 1688-ban Knin velencei ostromával egy időben szabadult fel a török uralom alól. Ezt követően Boszniából és Hercegovinából érkezett új keresztény lakosság, köztük mintegy háromszáz pravoszláv család települt át Vrlika környékére. Ők voltak a mai lakosság ősei. Az 1714-ben kitört velencei-török háború során rövid időre újra török kézre került, de a háború végén 1718-ban az új határt már a Dinári-hegységnél húzták meg és ezzel végleg velencei kézen maradt. 1797-ben a Velencei Köztársaság megszűnésével a település a Habsburg Birodalom része lett. 1806-ban Napóleon csapatai foglalták el és 1813-ig francia uralom alatt állt. Napóleon bukása után ismét Habsburg uralom következett, mely az első világháború végéig tartott. 1857-ben 1275, 1910-ben 2028 lakosa volt. Az I. világháború után rövid ideig az Olasz Királyság, ezután a Szerb-Horvát-Szlovén Királyság, majd Jugoszlávia része lett. A második világháború idején olasz csapatok szállták meg. 1991-től a független Horvátországhoz tartozik. Ekkor lakosságának 90 százaléka szerb, 6 százaléka horvát nemzetiségű volt. Lakói hagyományosan mezőgazdaságból, állattartásból éltek. A délszláv háború során szerb lakói a Krajinai Szerb Köztársasághoz csatlakoztak, horvát lakossága elmenekült. 1995. augusztus 6-án a „Vihar” hadművelet során foglalták vissza a horvát csapatok. Ekkor a szerb lakosság menekült el a faluból. Lakossága 2011-ben mindössze 21 fő volt.

## Lakosság
| Lakosság változása | Lakosság változása | Lakosság változása | Lakosság változása | Lakosság változása | Lakosság változása | Lakosság változása | Lakosság változása | Lakosság változása | Lakosság változása | Lakosság változása | Lakosság változása | Lakosság változása | Lakosság változása | Lakosság változása | Lakosság változása |
| ------------------ | ------------------ | ------------------ | ------------------ | ------------------ | ------------------ | ------------------ | ------------------ | ------------------ | ------------------ | ------------------ | ------------------ | ------------------ | ------------------ | ------------------ | ------------------ |
| 1857               | 1869               | 1880               | 1890               | 1900               | 1910               | 1921               | 1931               | 1948               | 1953               | 1961               | 1971               | 1981               | 1991               | 2001               | 2011               |
| 1275               | 1370               | 1333               | 1599               | 1821               | 2028               | 2095               | 1918               | 1379               | 1391               | 479                | 378                | 292                | 285                | 24                 | 21                 |

## Nevezetességei
- A dragovići településrészen álló monostort valószínűleg 1395-ben emelték. A török 1480-ban elpusztította és elűzte a szerzeteseket. Ezután a romok húsz évig magányosan álltak, majd újjáépítették őket. 1590-ben a török támadások hatására a szerzetesek újra elhagyták és Magyarországra, a Tolna vármegyei Grábócon felépített pravoszláv kolostorukba menekültek. 1694-ben Nikodim Busović püspök felszólítására visszatértek és az épületeket újjáépítették. Négy évvel később azonban újra el kellett hagyniuk a monostort és Bribirben leltek menedékre. A karlócai béke után 1699-ben a térség velencei uralom, alá került a szerzetesek újra visszatérhettek. Az instabil talaj és a nedvesség miatt azonban a monostort már új helyen, a Vinogradinak nevezett helyen építették fel újra. A monostor új templomát 1777-ben kezdték építeni, de az építés csak 1866-ban fejeződött be. Felszentelése 1867. augusztus 20-án történt. A Peruča-tó vízzel való feltöltése során 1954-ben az egész épületegyüttest elárasztották és ma csak alacsony vízállás esetén láthatók a falak maradványai. Az 1960-as években a régi kolostor helyétől délkeltre fekvő magaslaton újra felépítették. A monostornak gazdag könyvtára és kincstára van.
- Gornje Koljane területén található a Crkvina nevű régészeti lelőhely,[5] melyet mára részben a Peruča-tó vizével árasztottak el. A helyet az egyik legjelentősebbnek tartják a kora középkori horvát állam települései közül. A 19. század végén és a 20. század elején amatőr régészek egy 9. századi háromhajós templom maradványait ásták ki. Ókeresztény és a római időkből származó régészeti leletek is előkerültek a templom körül pedig egy nagyobb középkori temető egy részét tárták fel. A templom falában több római feliratos követ is találtak. Megtalálták a templom oltár elő építményének növényi és állati motívumokkal díszített töredékeit.[6] A 2007-ben szakemberek által végzett régészeti feltárások során a templom körül 52 sírt találtak, melyeket a bennük talált leletek (ezüst és arany ékszerek, fülbevalók, karkötők, gyűrűk) alapján a késő középkorra kelteztek. A leletek arról árulkodnak, hogy az itteni lakosság különösen jómódú volt. Az egyik sírban különösen értékes lelet, kilenc darab, a 14. század közepéről és második feléből származó pénzérme került elő.[7]
- A falu északkeleti oldalán, a falu felett található Bodrožića gradina (411 m) őskori erődje. Az erőd meghatározó stratégiai helyen épült, ahonnan a Cetina-folyó felső folyásának tágabb területe ellenőrizhető volt. Az ovális, lapos fennsíkon található erőd méreteivel (körülbelül 340 x 110 m), a nagyméretű erődök közé sorolható. Az itt talált leletek között őskori kerámia töredékei (Ma a sinji Cetina-régió múzeumában őrzik) és egy kőbalta (a spliti Régészeti Múzeumban őrzik) került elő. Don Frane Bulić adatai szerint ősi kőtöredékeket (feliratok, urnák, domborművek) is találtak a domboldalon, amelyeket később Gornji és Donji Koljani házaiba építettek be.[5]
- A Bodrožić-hegytől délkeletre, a Podi-fennsíkon nagy számban találhatók olyan őskori kőhalmok, amelyek nagy valószínűséggel az itteni erődített településhez tartoztak. A Bodrožić gradina keleti lejtőin, a Reljina ograda nevű helyen állt a Castetum Herona, a Cetina felső szakaszának egyik legnagyobb ősi települése. Egy ősi település épületeinek és utcáinak maradványai körülbelül 400 x 250 m-es területen láthatók.[5]